# Palazzo San Giacomo

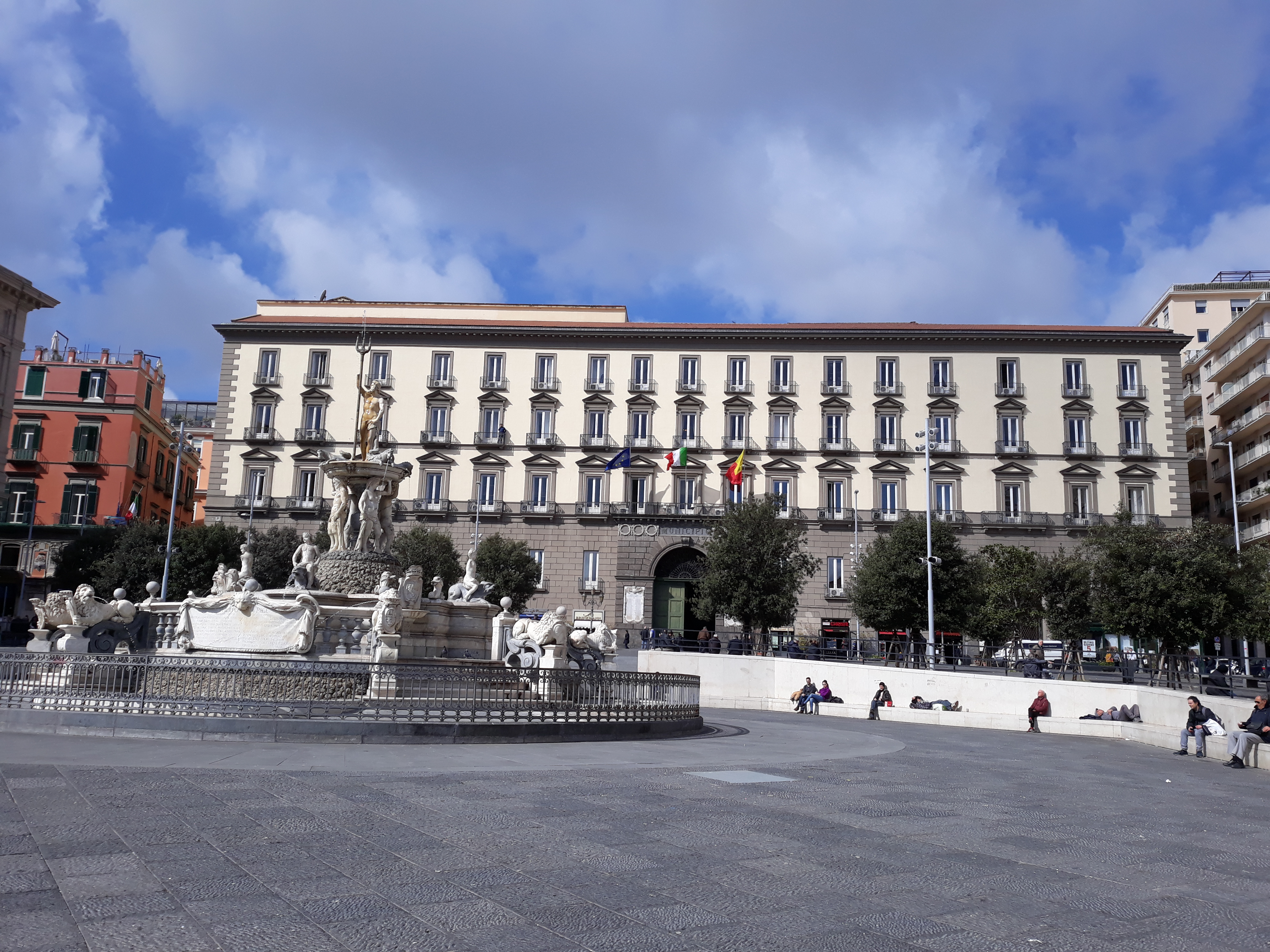
Palazzo San Giacomo of het stadhuis van Napels

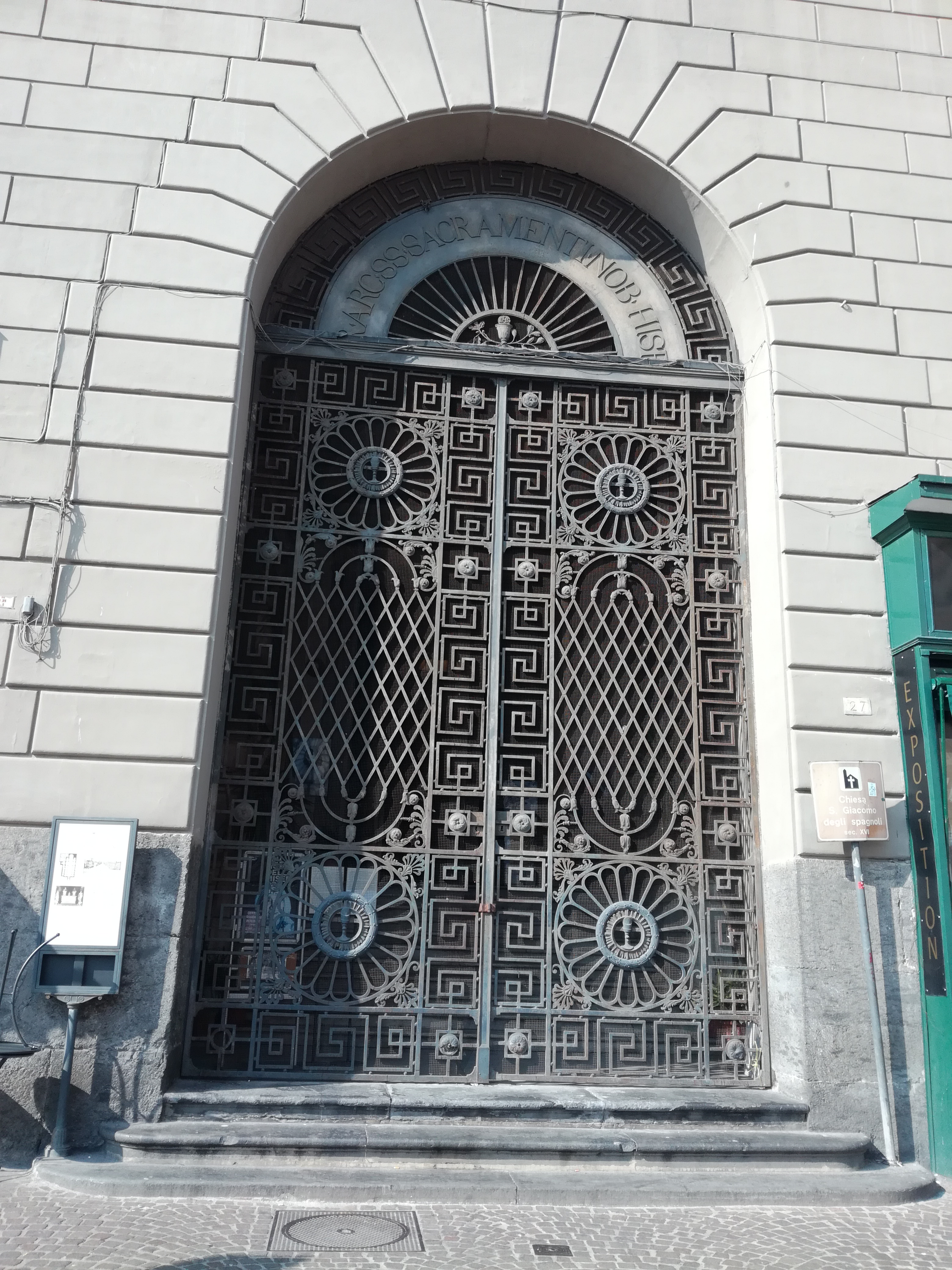
Toegangspoort tot de kerk van Jacobus de Meerdere der Spanjaarden in het stadhuis

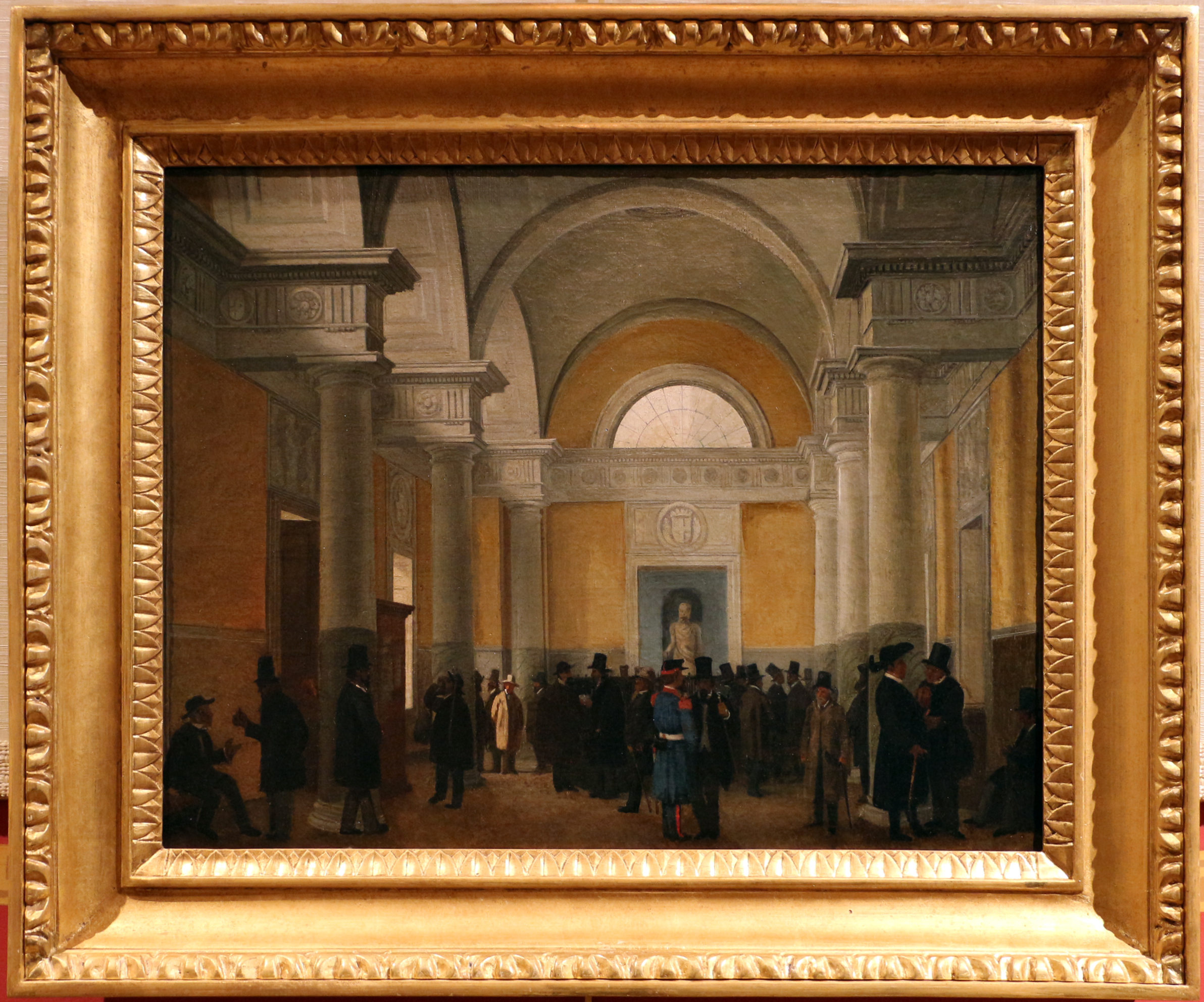
Binnenzicht Ministeries der Beide Siciliën (19e eeuw)

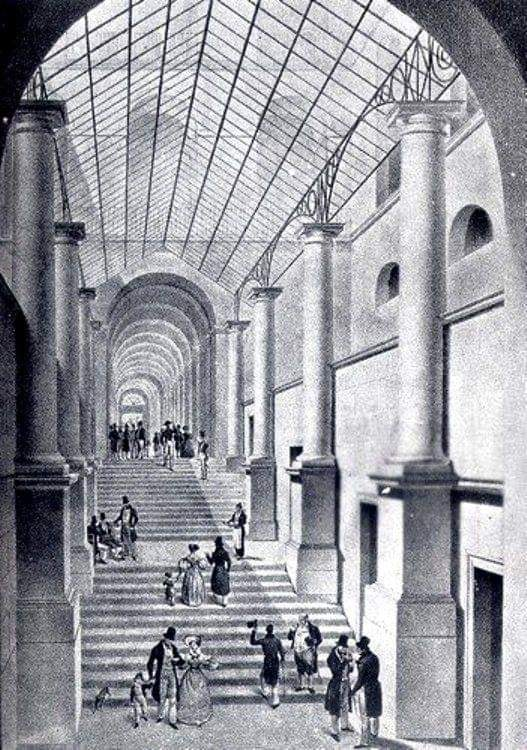
Wandelgalerij. Deze werd afgebroken voor de bouw van de Banco di Napoli (1940)

Het Palazzo San Giacomo (19e eeuw) in de Zuid-Italiaanse stad Napels bevindt zich aan de Piazza del Municipio of Gemeenteplein (oude naam: Largo di Castello). Het Palazzo is het stadhuis van Napels. Zijdelings staat het stadhuis aan de Via San Giacomo en de Via Paolo Emilio Imbriani (oude naam: Vico della Concezione). Het is de overgang tussen de wijken San Ferdinando en Porto.
Oorspronkelijk was het paleis het kantoorgebouw van alle ministeries van het Koninkrijk der Beide Siciliën; de bouw vond plaats van 1819 tot 1825.

## Naam
- San Giacomo degli Spagnoli is de naam van de in oorsprong Spaanse kerk die ingesloten zit in het gebouwencomplex. De kerk is toegewijd aan de heilige Jacobus de Meerdere, beschermheilige van het Koninkrijk Spanje.
- Palazzo dei Ministeri di Stato: betekent paleis van de Staatsministeries van het Koninkrijk der Beide Siciliën.
- Palazzo di Città: betekent paleis van het stadsbestuur of stadhuis.

## Historiek

### Palazzo dei Ministeri di Stato
Door de Restauratie van het Bourbon-regime zoals het Congres van Wenen beslist had (1815), kreeg het land een nieuwe naam: het Koninkrijk der Beide Siciliën. Koning Ferdinand I der Beide Siciliën vond het daarom gepast dat alle staatsministeries en staatssecretariaten in een enkel gebouw terecht kwamen. Tot dan waren de ministeries van het Koninkrijk Napels en Sicilië verspreid over de stad.
Het bouwwerk in neoclassicistische stijl werd groots opgevat: het gaf plaats aan meer dan 800 kantoren. Ferdinand I koos voor een plek tegenover het Castel Nuovo (1815). Hiervoor moest hij de volgende gebouwen onteigenen en afbreken: het klooster en de kerk van de Concezione, ook genoemd Maria Fior delle Vergini, het voormalig gasthuis San Giacomo, de Banco San Giacomo en een onbekend aantal woningen. De 16e-eeuwse kerk San Giacomo degli Spagnoli liet hij overeind doch de kerk werd geïncorporeerd in het gebouwencomplex. Een van de zijportalen van het Palazzo moest dan maar dienen als kerkpoort. De kerk in Renaissance-stijl dateerde nog uit de Spaanse tijd; het was gebouwd onder het bestuur van de onderkoning Pedro Alvarez de Toledo. 
De bouwwerken van het Palazzo dei Ministeri di Stato vonden plaats van 1819 tot 1825. Toen werd alles beëindigd omwille van financiële problemen alsook discussies met de geestelijkheid van de afgesmeten kerkelijke gebouwen.
Het Palazzo telde 846 kantoren, zeven ingangen, veertig gangen en zes binnenplaatsen waarvan twee met een fontein. De hoofdgevel aan de kant van het Gemeenteplein was ontworpen door Stefano Gasse. De andere architecten van het Palazzo waren Vincenzo Buonocore en Antonio De Simone. Het concept was dat de versieringen, de bustes en teksten een ode moesten brengen aan de geschiedenis van Napels, inclusief aan het Bourbon-regime.
De voorgevel telt drie ingangen; de middelste is de hoofdingang en leidt naar een atrium, de belangrijkste van de zes binnenplaatsen. In het atrium staan twee standbeelden. Het zijn deze van twee Middeleeuwse heersers over Napels en Sicilië: graaf Rogier I van Sicilië, ook genoemd Rogier van Hauteville uit Normandië en keizer Frederik II van het Huis Hohenstaufen, ook bekend als de Verbazing der Wereld (Stupor Mundi). Aan de hoofdingang staat een buste van de nimf Parthenope, die in de Griekse mythologie de stichter is van de stad.
In 1825 huisvestte het Palazzo alle ministeries van het Koninkrijk der Beide Siciliën. Het ging om het Minister-Presidentschap, Binnenlandse en Buitenlandse Zaken op de eerste verdieping. Op de tweede verdieping de ministeries van Genade en Justitie, van Kerkelijke Zaken en van Politiezaken. Op de derde verdieping waren de ministeries van Oorlog, van de Koninklijke Vloot en van Staatsfinanciën.
Tevens huisvestte het complex nog enkele andere instellingen van de staat: staatssecretarissen, het politiecommissariaat, de Bank der Beide Siciliën, de Beurs van Napels en de Raad van Adel.
Ondanks de ambitie van het Bourbon-regime om alle ministeries onder te brengen in het Palazzo, bleek verder dat het gebouw toch te klein was. In 1848 weken een aantal ministeries uit naar het gerenoveerde Palazzo Orsini di Gravina.

### Palazzo di Città
Na de eenmaking van Italië werd het Koninkrijk Italië eigenaar van het Palazzo. De naam werd Palazzo San Giacomo om geen verwijzing meer te maken naar het afgezette Bourbon-regime in Napels. Dat het stadsbestuur enkele vleugels bezet had – bijvoorbeeld voor de stadsbibliotheek en de stadspolitie – zette kwaad bloed in Rome. De discussies tussen de regering in Rome en het stadsbestuur sleepten aan tot in 1879. Napels kreeg finaal het grootste deel van het Palazzo San Giacomo in bezit, dat de Napolitanen het Palazzo di Città noemden. Het werd hun stadhuis. De burgemeester, het stadsbestuur en hun diensten namen er hun intrek.
Het kleinere deel achteraan gelegen, aan de Via Toledo, bleef in handen van de regering in Rome. Deze voerde onderhandelingen met bankinstellingen voor overname. De Banco di Napoli kocht voor 18 miljoen lire dit laatste stuk (1939). De Banco di Napoli herbouwde het grondig en brak bovendien een galerij in gietijzer en glas af om het perceel volledig te kunnen volbouwen (1940).
Toeristen kunnen op de tweede verdieping een collectie herdenkingsmunten bekijken. De munten herinneren aan handelsexpo’s, nationale en internationale congressen en andere activiteiten van het stadsbestuur. Ook twee symbolische sleutels van de stadspoorten zijn er te zien: ze dateren uit de 18e eeuw.